# Municipio de Chariton (condado de Howard)
El municipio de Chariton (en inglés: Chariton Township) es un municipio ubicado en el condado de Howard en el estado estadounidense de Misuri. En el año 2010 tenía una población de 1575 habitantes y una densidad poblacional de 9,2 personas por km².

## Geografía
El municipio de Chariton se encuentra ubicado en las coordenadas 39°12′39″N 92°49′24″O / 39.21083, -92.82333. Según la Oficina del Censo de los Estados Unidos, el municipio tiene una superficie total de 171.11 km², de la cual 167,86 km² corresponden a tierra firme y (1,9 %) 3,25 km² es agua.

## Demografía
Según el censo de 2010, había 1575 personas residiendo en el municipio de Chariton. La densidad de población era de 9,2 hab./km². De los 1575 habitantes, el municipio de Chariton estaba compuesto por el 92,38 % blancos, el 5,65 % eran afroamericanos, el 0,19 % eran amerindios, el 0,25 % eran asiáticos y el 1,52 % eran de una mezcla de razas. Del total de la población el 1,02 % eran hispanos o latinos de cualquier raza.